# Liste des gouverneurs de Natal
La Colonie du Natal a existé de 1843 jusqu'à ce qu'elle rejoigne l'Union d'Afrique du Sud en 1910.

## Commissaire spécial
- 1843-1844: Henry Cloete

## Lieutenant-Gouverneurs
- 1845-1849: Martin West[2],[3]
- 1850-1855: Benjamin Pine[2],[3]
- 1856-1865: John Scott[2],[3]
- 1864-1865: John Maclean[2],[3]
- 1865: John Thomas (Intérimaire)[3]
- 1865-1867: John Bisset (Intérimaire)[3]
- 1867-1872: Robert William Keate[2],[3]
- 1872-1873: Anthony Musgrave[2],[3]
- 1873: Thomas Milles (Intérimaire)[3]
- 1873-1875: Benjamin Pine[2],[3]
- 1875: Garnet Wolseley[3]
- 1875-1880: Henry Bulwer[2],[3]
- 1880: William Bellairs (Intérimaire)[3]
- 1880: Henry Clifford (Intérimaire)[3]

## Gouverneurs
- 1880-1881: George Colley[2],[3]
- 1880: Henry Alexander (Intérimaire)[3]
- 1881: Evelyn Wood (Intérimaire)[3]
- 1881: Redvers Buller (Intérimaire)[3]
- 1881-1882: Charles Mitchell (Intérimaire)[3]
- 1882-1885: Henry Bulwer[2],[3]
- 1886-1889: Arthur Havelock[2],[3]
- 1889-1893: Charles Mitchell[2],[3]
- 1893: Francis Haden (Intérimaire)[3]
- 1893-1901: Walter Hely-Hutchinson[2],[3]
- 1901-1907: Henry Edward McCallum
- 1907-1909: Matthew Nathan
- 1910: Paul Sanford Methuen

## Administrateurs sud-africains (1910-1994)
| Durée                          | Portrait | Nom                                      | Observations |
| ------------------------------ | -------- | ---------------------------------------- | ------------ |
| 10 Mai à Janvier 1918          |          | Charles John Smythe                      |              |
| Février 1918 à Janvier 1928    |          | George Thomas Plowman                    |              |
| Février 1928 à Janvier 1943    |          | Herbert Gordon Watson                    |              |
| Février 1943 à Novembre 1944   |          | George Heaton Nicholls                   |              |
| Novembre 1944 à Février 1948   |          | Douglas Edgar Mitchell                   |              |
| Février 1948 à May 1958        |          | Denis Gem Shepstone                      |              |
| Juin 1958 à Novembre 1961      |          | Alfred Trollip                           |              |
| Novembre 1961 à Aout 1970      |          | Theodor Johannes Adolph Gerdener         |              |
| Aout 1970 à Juin 1979          |          | Wynand Wilhelm Benjamin Havemann         |              |
| Juin 1979 à Aout 1979          |          | Frank Martin                             | Intérim      |
| Aout 1979 à Septembre 1984     |          | Jan Christoffel "Stoffel" Greyling Botha |              |
| Septembre 1984 à Novembre 1984 |          | Frank Martin                             | Intérim      |
| Novembre 1984 à Avril 1990     |          | Radclyffe Cadman                         |              |
| Avril 1990 au 7 mai 1994       |          | Cornelius Johannes van Rooyen Botha      |              |